# Ochrota subapicalipunctis
Ochrota subapicalipunctis là một loài bướm đêm thuộc phân họ Arctiinae, họ Erebidae.